# Піщано-гравійна суміш
Піщано-гравійна суміш (ПГС) — будівельний матеріал. Являє собою суміш із вмістом  гравію та  піску, зазвичай характеризується найбільшою крупністю зерен гравію. Буває двох видів: природною і збагаченою (ЗПГС). Відповідно до ДСТУ Б В.2.7-203:2009 в природній піщано-гравійній суміші вміст зерен гравію розміром понад 5 мм має бути не меншим 10% і не більшим 95% за масою.

## Застосування
В поєднанні з  водою і цементом утворює цементний розчин або будівельний розчин, який застосовується при виготовленні бетону.

## Збагачена піщано-гравійна суміш
ЗПГС — збагачена піщано гравійна суміш (70% гравію, 30% піску). Застосовується в будівництві для вирівнювання дорожнього полотна, а також для вирівнювання територій великої площі в ландшафтно-дизайнерських роботах.